# Struma
Struma er en forstørret skjoldbruskkirtel (gl. thyreoidea), der ses som en udbuling på forsiden af halsen under strubehovedet (larynx).
Størrelsen af skjoldbruskkirtelen varierer med årstiden således, at den er større om vinteren, og hos kvinder varierer den med menstruationscyklus og vokser under graviditet.
Generel jodmangel medfører struma, og i områder med lavt indhold af jod ses et forøget antal af strumatilfælde. Hvis mere end 10% af befolkningen i et område har struma, taler man om endemisk struma.

Af bekymring for om befolkningen får dækket sit behov for jod, er det normen i mange lande at tilsætte jod til f.eks husholdningssalt eller drikkevand. I Danmark begyndte man derfor at tilsætte jod til husholdningssalt i 1920'erne. Som eneste land i verden blev jodtilsætningen forbudt igen i Danmark i 1975, med et antal indirekte forårsagede dødsfald og mange unødvendige tilfælde af sygdommen struma til følge.
I 1996 led omkring 220.000 personer i Danmark af struma, hvoraf et større antal skyldtes jodmangel. Efter kritik fra WHO blev forbuddet ophævet i 1997. I år 2000 blev det obligatorisk at tilsætte jod til salt i Danmark. Center for Forebyggelse af Struma og Stofskiftesygdommes undersøgelse af effekten jodberigelse viser et dramatisk fald i forekomsten af struma i forhold til år 2000; blandt 40-45 årige kvinder er faldet fra 30% til 18 % i 2008, en reduktion på 40% (12 %-point af 30). I Danmark tilføres der nu igen jod til husholdningssalt, 1,3 mg/100 g (13 µg/g), for at forebygge struma, og antallet af strumatilfælde faldt derefter dramatisk. 
Grønsager af Korsblomst-familien (cruciferae) som kål, broccoli og radise indeholder stoffer, der har en svag hæmmende virkning på skjoldbruskkirtelen, og dermed kan være medvirkende til udvikling af struma. Undersøgelser har dog ikke vist nogen negativ effekt ved normale mængder (150 g om dagen). De samme grøntsager menes at virke forebyggende på nogle kræfttyper.[kilde mangler]